# 松岛 (利文斯顿湖)
30°39′56″N 95°03′18″W / 30.665583°N 95.05505°W

德克萨斯州利文斯顿湖：紅綫指出松岛的位置

松岛，是德克萨斯州三一河人造水库利文斯顿湖南端的一个岛屿。位于德克萨斯州圣哈辛托县边界内。

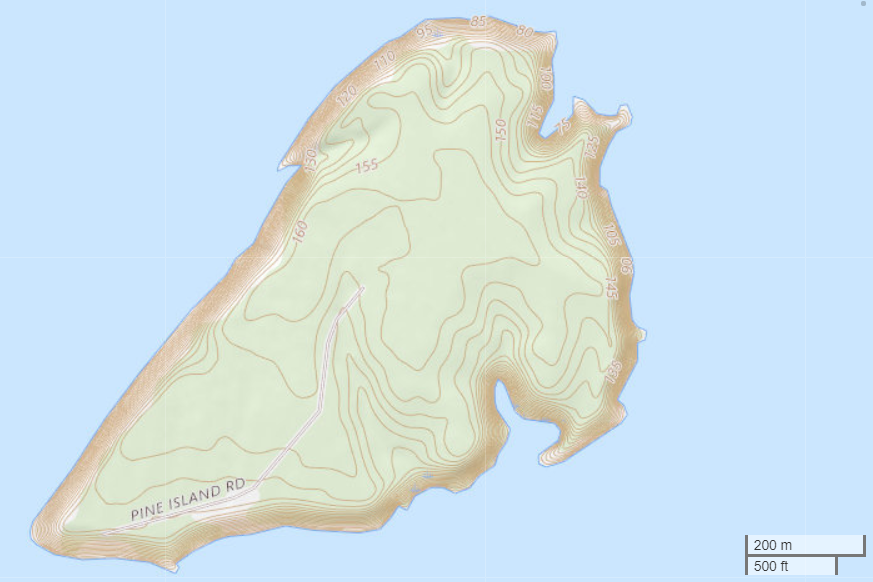
松岛是三一河筑坝時形成的利文斯顿湖中形成的一個天然岛屿。

松岛陸地面积有0.21平方英里，四面有10至30英尺高的沙崖，人們可从松岛西南端的沙滩进入松岛。松岛上的松岛路可以直接通往岛中心。松岛最高海拔比平均海平面高165英尺（50.3米）。
松岛上並沒有提供任何類型的服務，但松岛是渔民和休闲划船者經常到的地方，常常可以看到船只停泊在島旁。

2018年，松岛上發現美國短吻鱷。德克薩斯州公園和野生動物部門警告游泳者和划船者要注意安全，在遇見短吻鳄時要保持谨慎。